# Rebel·lió de juny
La rebel·lió de juny de 1832, també anomenada insurrecció republicana de París o insurrecció de juny, fou una insurrecció antimonàrquica que tingué lloc a París, França, on es va produir un aixecament per part dels republicans en contra del règim des del 5 de juny fins al 6 de juny de 1832. La rebel·lió s'originà en un intent dels republicans de revertir la Monarquia de Juliol, poc després de la mort del president del consell orleanista, Casimir Pierre Périer, el 16 de maig de 1832.
L'escriptor Víctor Hugo descriu la rebel·lió en la seva novel·la Els miserables.

## Causes
En Els miserables de Víctor Hugo, la mort del general Jean Maximilien Lamarque és vista com el catalitzador d'un aixecament inevitable. La seva mort fou utilitzada com a excusa pels avalots que tingueren lloc dies previs a la rebel·lió. Hi havia importants problemes econòmics, especialment greus en el període des de 1827 a 1832. Aquests anys estigueren marcats per les males collites, escassetat d'aliments i un augment del cost de vida, creant descontent entre les classes. A més, durant la primavera de 1832 França fou devastada per un brot a escala europea del còlera, que produí 18.402 morts a París. Els barris pobres foren particularment afectades per aquesta malaltia, i s'escampà la sospita que els pous del govern havien estat enverinats.
La monarquia de Lluís Felip, que s'havia convertit en el govern de la classe mitjana, fou atacada per dos bàndols al mateix temps, els republicans i els legitimistes. Abans de la mort de Lamarque i Casimir Périer, ambdues parts organitzaren insurreccions amb l'objectiu de derrocar el govern. Els legitimistes intentaren raptar la família reial a París el febrer de 1832, en els fets coneguts com la conspiració de la rue des Prouvaires. Després d'una insurrecció dirigida per la duquessa de Berry, mare d'Enric de Borbó, que fracassà, els legitimistes renunciaren a la guerra i tornaren a recórrer a la premsa com a arma.

## Desenvolupament
El 5 de juny se celebrà el funeral de Lamarque. Encapçalat pels líders republicans, el funeral es convertí en una manifestació a través del Pont d'Austerlitz, que degenerà en enfrontaments amb les tropes enviades per a restablir l'ordre. Durant aquests fets, una part de la Guàrdia Nacional desertà, fraternitzant amb els insurgents.
Lluís Felip, que es trobava al Palau de Saint-Cloud des de l'1 de juny, va rebre notícia de la situació el mateix dia 5 a través del general Pierre-Agathe Heymès i va retornar en cotxe a París en companyia de la reina Marie-Amélie i de la princesa Madame Adelaide. Durant la nit, al Palau de les Teuleries, passà revista a les tropes i les legions de la Guàrdia Nacional. Aquesta mateixa nit, tropes sota el comandament del mariscal Georges Mouton sortiren des dels afores de la capital i repel·liren els insurgents en el centre històric de París. La batalla començà la matinada del 6 de juny. La Guàrdia Nacional va resistir als insurgents, que es van atrinxerar a Saint-Merri, produint aquests enfrontaments prop de 800 víctimes mortals. Henri Gisquet reportà en les seves memòries 18 morts i 104 ferits en la Guàrdia Nacional, 32 morts i 170 soldats de línia ferits i 20 morts i 52 ferits en la Guàrdia Municipal, sense comptar les víctimes que no eren part de cap d'aquests tres cossos. Estimà les pèrdues entre els insurgents d'almenys 80 morts i 200 ferits, i 1500 presoners.
Alguns líders revolucionaris, entre els quals destaca La Fayette, fugiren davant del fracàs del moviment i foren detinguts. A les cinc de la tarda, membres de l'oposició dinàstica, entre ells Jacques Laffitte i Odilon Barrot, es reuniren de nou i, a les sis del matí, enviaren una delegació a Lluís Felip per demanar que aturés el vessament de sang.
La matinada del dia 6, el rei passà revista a les tropes a l'Avinguda dels Camps Elisis i la plaça de la Concòrdia, visitant a continuació les tropes de la Guàrdia Nacional en els suburbis del nord de París. A les tres i mitja de la tarda, a les Teuleries, es reuní amb Laffitte, Barrot i François Arago, anunciant la fi de la resistència. El mateix 6 de juny, per assegurar una victòria més completa, el Consell de Ministres va fer que el rei firmés una ordre posant París en estat de setge, donant lloc a una posterior repressió política. La primera sentència de mort fou dictada el 18 de juny. No obstant, el Tribunal Suprem, en sentència de 29 de juny de 1832, anul·là la sentència amb l'argument de la violació d'articles de la Constitució de 1830. Posteriorment Lluís Felip revocà l'ordre del 6 de juny.

## La rebel·lió a la literatura
- La rebel·lió de 1832 té un paper important a la novel·la "Els miserables" de Victor Hugo. De fet, és a la barricada del carrer Saint-Denis que veiem convergir la majoria dels personatges principals de la novel·la; molts hi perden la vida.
- S'evoca la insurrecció a "Tots els homes són mortals" de Simone de Beauvoir (1946).
- El maig de 1833, Noël Parfait publica L'aurore d'un beau jour : épisodes des 5 et 6 juin 1832,[4] una crida a la insurrecció que el condemnarà a dos anys de presó i una multa de 500 francs.[5]
- Balzac, a "Les il·lusions perdudes" (segona part titulada Un grand homme de province à Paris), mata Michel Chrestien, un dels membres del "Cenacle", al claustre de Saint-Merri.